# Урмія (озеро)
У́рмія (перс. دریاچه ارومیه, стародавнє ім'я: Озеро Matiene) — безстічне солоне озеро у північно-західному Ірані, між останами Східний та Західний Азербайджан, в Іранській западині, на висоті 1275 м; близько 5800 км², глибина до 15 м; близько 60 островів; бідна іхтіофауна, водяться дрібні ракоподібні; судноплавне.

## Назва
В «Авесті» відомо як «глибоке озеро із солоними водами» Чечашт («сяюче-біле»), і під такою назвою згадується ще в перських авторів XIV століття. Істахрі називає його Бухайрат аш-Шурат — «озеро єретиків, схизматиків». У середні століття іменувалося також солоне озеро; Кабудан (перс. Дарйача-ї Кабудан — «блакитне озеро», сер. вірм. Կապուտան [Капутан]); Шахі (Шаху, по острову-горі) або Тала (Теля, по фортеці). Назву, що використовується нині, озеро отримало на честь однойменного міста на західному березі. У 1926 році було перейменовано в Резайе на честь шаха Реза Пехлеві; у 1970-х роках колишню назву було повернуто. Сучасна назва на інших мовах регіону — азерб. Urmiya gölü, вірм. Ուրմիա լիճ [Урмія ліч], курд. Gola Urmiyê.

## Фізико-географічна характеристика станом на середину ХХ сторіччя
Розташоване між останами Східний і Західний Азербайджан, в тектонічному зниженні на схід від Курдських гір на висоті 1275 м. Витягнуто з півночі на південь; максимальна довжина — близько 140 км, ширина — близько 40—55 км. Площа коливається від 5200 до 6000 км². Середня глибина — 5 м, максимальна — до 16 м. Сточище — близько 50 тис. км². Параметри змінюються залежно від водності приток, що приносять у середньому близько 5 км³ води/рік, причому до 80 % річного надходження припадає на дощові зимові й весняні місяці.
Найбільші притоки — Зерріне-Руд (Джагату) і Татаву на півдні, Аджичай — на північному сході. Оскільки озеро безстічне, воно характеризується високою солоністю, що змінюється сезонно: від 80—150 ‰ навесні до 260—280 ‰ пізньої осені. Основні солі — солі хлору, натрію і сульфати.
На озері 102 острови, на великих — фісташкові ліси (Pistacia atlantica); у південній частині скупчення з 50 дрібних островів. Озеро не замерзає, є судноплавство. По берегах — солончаки, в гирлах річок — болота із заростями ситнику і очерету звичайного; берега, в основному, нежилі. Риба відсутня, проте велика кількість водоростей дає поживу дрібним ракоподібних — артеміям. На озері гніздяться пелікани, фламінго і галагази, а перелітні птахи використовують острова як проміжний пункт на шляхах міграції. У 1967 році створено національний парк, в який включена більша частина озера.
З 2008 року розділене на дві частини дамбою, по якій проходить шосе, що з'єднує Східний і Західний Азербайджан. Мостовий розрив дамби лише 1500 метрів, що сильно ускладнює циркуляцію води в озері і негативно впливає на його екологію.

## Стан озера на початок XXI сторіччя

Анімація для порівняння супутникових світлин 1984 і 2014 рр..

На початок XXI сторіччя озеро перебуває на межі зникнення. Через посуху, що почалася в 1998 році, надмірне споживання жителями навколишніх міст і сіл води приток озера, а також будівництва гребель на річках що живлять озеро, водне дзеркало скоротилася більш ніж удвічі, або, якщо відраховувати від 1995 року, то воно обміліло більш ніж на 70 %. За словами Джавада Джахангірзаде, представника муніципалітету міста Урмія, у випадку повного пересихання озера на його місці залишиться 10 млрд тонн солі, і близько 14 млн осіб будуть змушені покинути рідні краї. Щороку з озера випаровується близько 3 млрд м³ води. Станом на 2014 рік експерти прогнозували, що у випадку бездіяльності вже за чотири роки Урмія перетвориться на болото.
У 2011 році чергові вимоги тубільців прийняти надзвичайний план порятунку Урмії відхилені Меджлісом. 60 учасників мітингу, організованого з метою закликати уряд врятувати озеро, заарештували 4 вересня 2011 р.
В жовтні 2023 року, згідно повідомлення джерела SciTechDaily, за останні два десятиліття гіперсолоне озеро Урмія втратило близько 90 % своєї площі та незабаром може повністю зникнути з лиця планети. Нові супутникові знімки, які були зроблені з різницею в три роки, показують, що водойма майже повністю перетворилася на "суху соляну рівнину". На першому знімку озеро Урмія було зафіксовано 8 вересня 2020 року апаратом OLI штучного супутника «Landsat 8», на якому видно, що вода заповнює більшу частину басейну, а відкладення солі спостерігається лише по периметру озера. На другому фото від  7 вересня 2023 року, яке виконане апаратом OLI-2 штучного супутника «Landsat 9» видно, що озеро Урмія майже повністю втратило свої води, перетворившись на велику суху рівнину. Вчені вважають, що причиною висихання озера стали затяжні посухи, а також використання води в сільському господарстві та будівництво гребель на річках, що живлять озеро.

### Порятунок озера

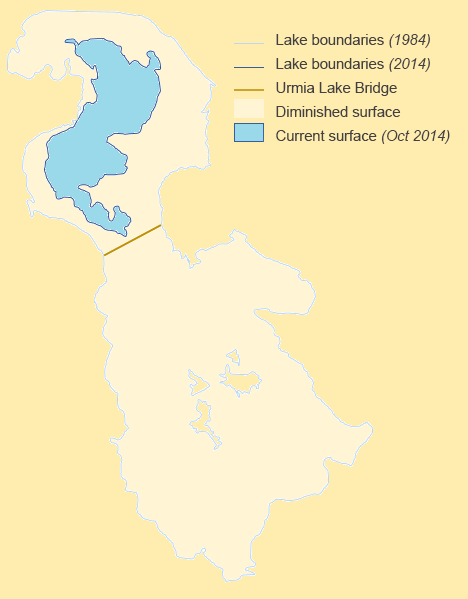
Стан озера на жовтень 2014 року

Планів щодо порятунку озера було декілька. Так, у серпні 2012 року глава іранської Організації охорони довкілля Мохаммад-Джавад Мохаммадізаде заявив про те, що було отримано згоду Вірменії на допомогу у відновленні рівня води в Урмії через транспортування води до Ірану. Додавши, що план відновлення також передбачає транспортування води з провінції Східний Азербайджан.
Був також план транспортування води з річки Аракс, на що було виділено 950 млрд томанів, але було вирішено відмовитися від проєкту через заперечення Азербайджану.
У 2013 році іранський уряд почав розробку проєкту з порятунку озера за рахунок перекидання вод Каспійського моря. До кінця 2014 року проєкт вийшов на завершальну стадію, розпочаті дослідження різних варіантів із залученням іноземних консультантів.
У березні 2014 року іранське міністерство навколишнього середовища спільно з програмою розвитку ООН розробили план з порятунку озера і прибережних водно-болотних угідь. На здійснення проєкту потрібно 225 млн доларів у перший рік і 1,3 млрд на весь проєкт.
Іранський уряд має намір фінансувати не тільки проєкти з транспортування води в озеро з інших джерел, а й інші способи відновлення рівня води в озері. Так, у липні 2014 року президент Ірану Хассан Рухані ухвалив рішення виділити близько 14 трлн ріалів (понад 500 млн доларів) на оплату першого року робіт із поліпшення ефективності витрати води з приток озера, за рахунок чого планується скоротити обсяг води, що витрачається в сільському господарстві, а також на відновлення навколишнього середовища.